# Mamie Eisenhower
Mamie Geneva Eisenhower, nata Doud (Boone, 14 novembre 1896 – Washington, 1º novembre 1979), è stata una first lady statunitense, moglie del Presidente degli Stati Uniti Dwight D. Eisenhower, in carica dal 1953 al 1961.

## Primi anni
Mamie Geneva Doud, nacque a Boone, nello stato dello Iowa, in Carroll Street n. 709 (ex 718), da John Sheldon Doud, un prospero venditore di carne, di religione presbiteriana e da Elivera Mathilda Carlson, casalinga. Mamie fu secondogenita di quattro sorelle, che si chiamavano Eleanor, Edna Mae, Mabel Frances e crebbe in un relativo benessere a Cedar Rapids in Iowa, a Colorado Springs in Colorado, a Denver in Colorado e nella casa invernale dei Doud a San Antonio in Texas. Suo padre andò in pensione 36 anni dopo aver fatto una fortuna nel campo dell'industria di impacchettamento della carne.

## Matrimonio e famiglia

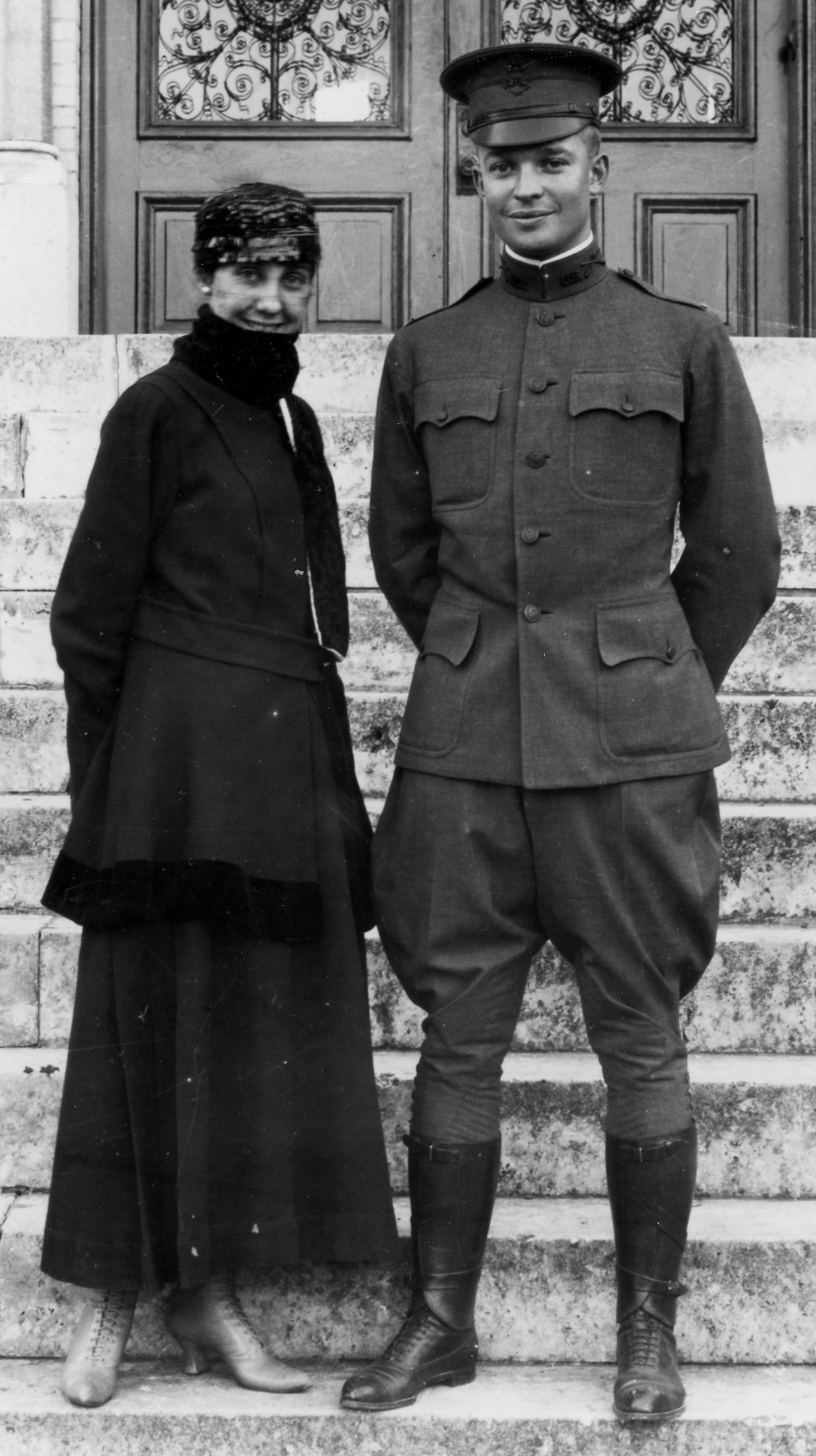
Mamie Eisenhower, con il marito Dwight, St. Mary's College, San Antonio, Texas, 1916.

Subito dopo aver completato la sua formazione alla scuola di educazione domestica, denominata Miss Wolcott, Mamie incontrò nell'ottobre del 1915, a diciannove anni, a San Antonio, il tenente dell'esercito Dwight Eisenhower. Presentati dalla signora Lulu Harris, moglie di un collega a Fort Sam Houston, i due si piacquero subito; Dwight, ufficiale di giornata, invitava Mamie ad accompagnarlo nei suoi giri. Dwight la trovava vivace, attraente, e impertinente. A causa del suo stipendio militare basso, si recavano in posti a buon mercato, di solito una cenetta messicana all'Original e poi un film o uno spettacolo vaudeville. Nel giorno di San Valentino del 1916 Dwight le diede una miniatura del suo anello di West Point per suggellare il fidanzamento.
Il tenente Dwight D. Eisenhower, il 1º luglio 1916, a 25 anni, sposò Mamie Geneva Doud, 19 anni, nella casa dei genitori della sposa a Denver, Colorado. A seguito del matrimonio, celebrato dal reverendo Williamson della chiesa centrale Presbiteriana, a Denver, gli sposi andarono in luna di miele, un paio di giorni, a Eldorado Springs in Colorado, una località vicino a Denver, e poi visitarono i genitori dello sposo ad Abilene, prima di stabilirsi nello spartano appartamento del tenente a Fort Sam Houston.
Gli Eisenhower ebbero due figli:
Doud Dwight Eisenhower (24 settembre 1917 - 2 gennaio 1921) morto a 3 anni, di scarlattina.
John Sheldon Doud Eisenhower (3 agosto 1922 - 21 dicembre 2013), soldato, diplomatico, autore. Nato a Denver, CO, si laureò a West Point nel 1944 e conseguì la laurea in letteratura inglese alla Columbia University nel 1950. Dopo il ritiro da una prospera carriera militare (1944-1963), fu nominato ambasciatore in Belgio (1969-1971) da Richard Nixon, la figlia del quale, Julie, era diventata sua nuora, avendone sposato per l'appunto il figlio David. Scrisse un resoconto della battaglia delle Ardenne, The Woods Bitter (1969), Strictly Personal (1974), and Allies: Pearl Harbor to D-Day (1982). 
Per anni, la vita di Mamie Eisenhower ha seguito il modello di altre mogli di personale militare: una successione di luoghi negli Stati Uniti, nella zona del Canale di Panama, in Francia e nelle Filippine. Sebbene fosse abituata a un benessere maggiore di quello offerto nei posti militari, Mamie si adeguava facilmente ma cambiò residenza a seguito dei movimenti di suo marito almeno 28 volte prima del loro ritiro alla fine del suo mandato presidenziale. Ogni cambio di residenza significava un altro passo avanti nella carriera del marito, con crescenti responsabilità per lei.
Mentre le promozioni e la fama arridevano a Dwight, in Europa, sua moglie Mamie viveva a Washington D.C. Dopo che Eisenhower era diventato presidente della Columbia University nel 1948, a 44 anni, la moglie acquistò una fattoria (ora Eisenhower National Historic Site) a Gettysburg, Pennsylvania. Questa fattoria fu la prima casa che avevano mai posseduto. Le sue funzioni di comandante delle forze dell'Organizzazione del Trattato Nord Atlantico, e lei come padrona di casa in una villa vicino a Parigi, ritardarono il lavoro nella loro casa dei sogni, finalmente completato nel 1955.

## First Lady degli Stati Uniti
Volle inaugurare il loro insediamento alla Casa Bianca con un party (festa) di tipo housewarming, senza arredamento, nel quale gli invitati portano regali per la nuova casa. La diplomazia e il trasporto aereo, nel mondo del dopoguerra portarono dei cambiamenti nella loro ospitalità ufficiale. Gli Eisenhower intrattennero un numero senza precedenti di Capi di Stato e politici di governi stranieri. Come First Lady, il suo modo di presentarsi, il suo amore femminile per i bei vestiti, alcuni dei quali disegnati da Arnold Scaasi, per i gioielli, e il suo orgoglio evidente per il marito e la loro casa facevano molto popolare la First Lady. L'abito che indossava all'insediamento del marito come presidente degli Stati Uniti è uno dei più popolari ed è conservato al museo nazionale di storia americana Smithsonian, una collezione di abiti per ricevimenti inaugurali.
Come First Lady, era un'anfitriona gentile, ma che custodiva gelosamente la sua vita privata. La signora Eisenhower soffriva di vertigini (malattia di Meniere), una patologia degli otoliti dell'orecchio interno, che colpisce l'equilibrio, quindi stava in piedi a disagio, uno spettacolo che alimentò voci infondate che avesse un problema di alcolismo.
La signora Eisenhower era conosciuta per la sua frugalità e dava buoni sconto al personale della Casa Bianca. La sua ricetta per una specie di budino molto solido al cioccolato, "Mamie's Million Dollar fudge", è stata confezionata dalle massaie di tutto il paese dopo che è stato stampata in numerose pubblicazioni.
Come descritto in molteplici biografie, la signora Eisenhower non era contenta che John F. Kennedy entrasse in carica dopo il mandato di suo marito. Nonostante la nuova First Lady Jacqueline Kennedy, avesse dato alla luce suo figlio John Jr. con un parto cesareo, appena due settimane prima, Mamie non informò Jackie che c'era una sedia a rotelle a sua disposizione per visitare le varie sezioni della Casa Bianca. Vedendo il dispiacere di Mamie durante la visita, Jackie mantenne la calma in presenza della signora Eisenhower, ma crollò in privato una volta che la nuova First Lady tornò a casa. Quando a Mamie Eisenhower fu poi chiesto perché avesse fatto una cosa simile, l'ex First Lady precisò semplicemente: 
"Perché non me lo ha mai chiesto".

## Ultimi anni
Nel 1961 Eisenhower andò in pensione con sua moglie nella fattoria di Gettysburg in Pennsylvania, la loro prima sede permanente. Dopo la morte del marito nel 1969, Mamie continuò a vivere a tempo pieno nella fattoria fino a quando prese un appartamento a Washington D.C. alla fine degli anni 1970. Ebbe una trombosi cerebrale (ictus), il 25 settembre 1979, e si fece ricoverare all'ospedale militare chiamato Walter Reed Hospital, dove Ike era morto un decennio prima. Mamie non fu più dimessa dall'ospedale e il 31 ottobre, Mamie annunciò a sua nipote, Maria, che stava per morire. Infatti il giorno successivo morì tranquillamente nel sonno, molto presto, la mattina del 1º novembre a solo poche settimane dal suo 83º compleanno. Fu sepolta accanto a suo marito e al suo primo figlio nella Place of Meditation (Luogo di Meditazione) nel terreno della Libreria di Eisenhower, ad Abilene in Kansas.

## Onorificenze
Nel 1980 la sua casa natale a Boone, Iowa è stato intitolata sito storico; solo Abigail Adams è stata l'altra First Lady a ricevere tale onorificenza.
A causa del suo legame con la città di Denver e la zona circostante, ad un parco nel sud-est di Denver è stato dato il nome di Mamie, così come ad una biblioteca pubblica in Broomfield, un sobborgo di Denver.